# ليبري فوكس
ليبريفوكس (بالإنجليزية: LibriVox)‏ هو مشروع يضم مجموعة من المتطوعين الذين يقومون بقراءة وتسجيل الكتب الموجودة في الملكية العامة بغرض إنشاء كتب مسموعة قابلة للتحميل.
انشئ هذا المشروع عام 2005 على يد هيوث مكغير. ووصل عدد محتويات الموقع بحلول أبريل 2016، إلى 9645  أغلبها باللغة الإنجليزية (90% بالإنجليزية، أما الباقي فيتوزع على عدة لغات أخرى)
مشروع ليبريفوكس مرتبط بمشاريع أخرى كمشروع غوتنبرغ وأرشيف الإنترنت اللذان يزودانها بالمحتوى (الكتب مثلاً) وتستضيف مشاركاتها.
هدف ليبريفوكس هو «جعل كل كتب النطاق العمومي متوفرة مجاناً بشكل صوتي على الإنترنت».

## تاريخها

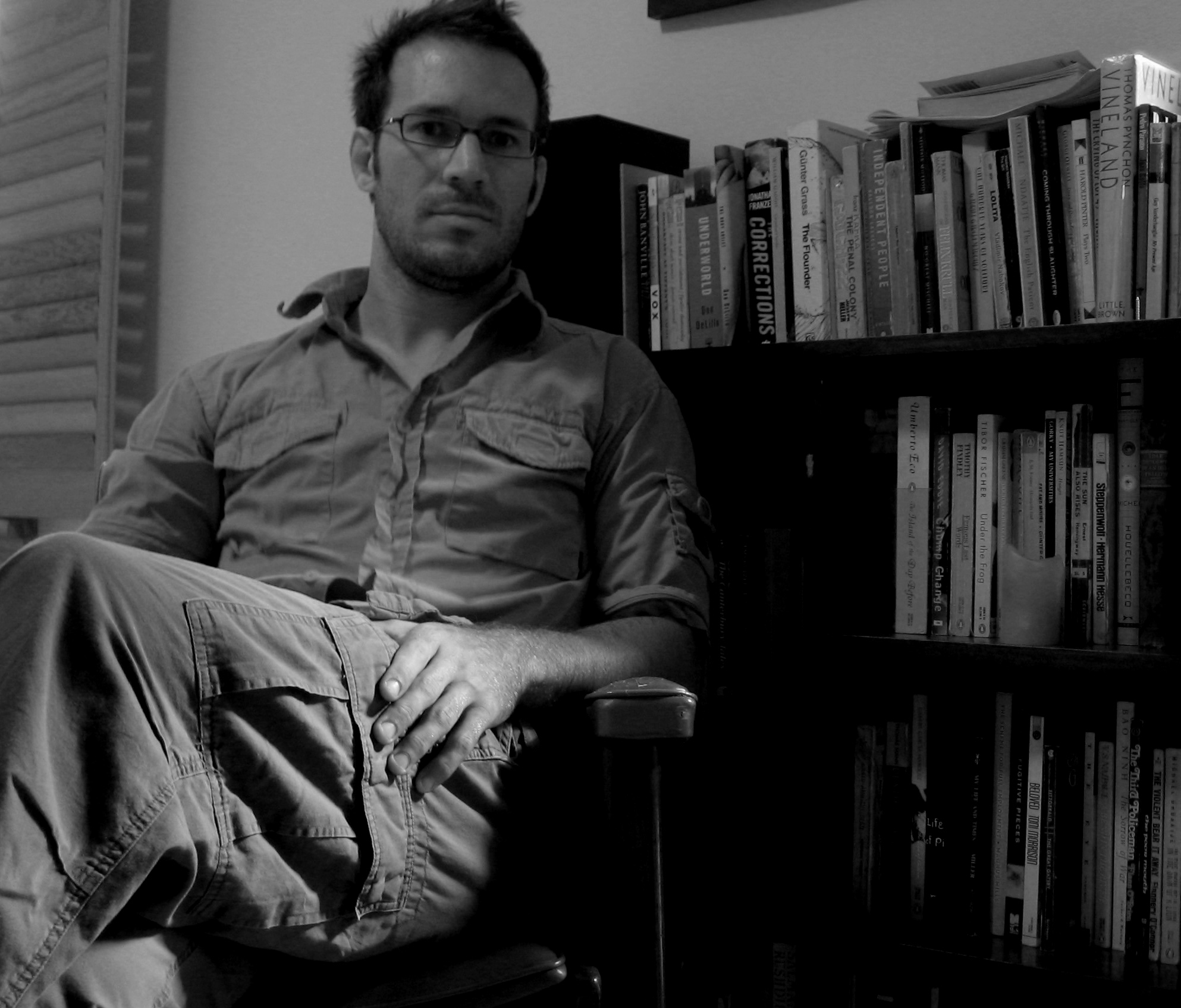
هيوث مكغير، مؤسس ليبريفوكس

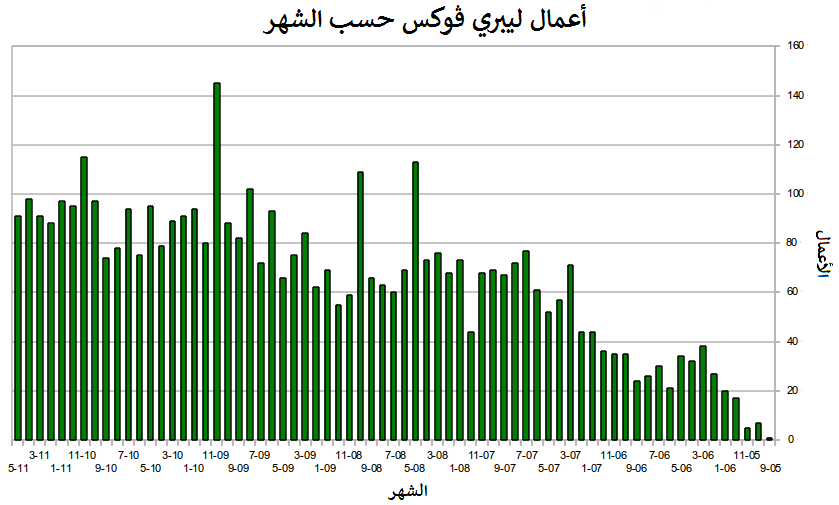
تطور الأعمال حسب الشهر

أطلق المشروع في أغسطس 2005. وأول تسجيل لكتاب كان العميل السري للكاتب جوزيف كونراد.
تغيرت خصائص الموقع قليلا عما كانت عليه في البداية، فالتكنولوجيا التي تستخدمها قد تم تحسينها بفضل جهود المتطوعين في مجال تطوير الويب.

## أصل تسمية «ليبريفوكس»
كلمة «ليبريفوكس» مستوحاة من الكلمة اللاتينية «ليبري» المشتقة من «ليبر» (كتاب)، وكلمة «فوكس» (صوت)، مما يعطيها معنى «الكتاب الصوتي» أو «صوت الكتاب».
لم يتم تقرير الكيفية الصحيحة لنطق الكلمة لذلك فكل نطق مقبول.

## التنظيم والتمويل
ليبريفوكس هو مشروع يديره المتطوعون، مجاني المحتوى: في النطاق العام. كما أنه لا يملك أية شخصية قانونية.
تنظم المشاريع من طرف منتدى إنترنت بإدارة من فريق مدراء. كما يتوفر هذا المنتدى على قاعدة بيانات بالأعمال المنجزة.
في أوائل 2010، قام الموقع بتنظيم حملة تمويلية لجمع 20 ألف دولار أمريكي لتحسين الموقع وتغطية تكاليف استضافه، والتي قدرت بحوالي 5 آلاف دولار كل سنة. تم الوصول إلى المبلغ المحدد في 13 يوم لذلك اقترح توجيه التبرعات إلى شركائه:مشروع غوتنبرغ وأرشيف الإنترنت.

## عملية الإنتاج
يستطيع المتطوعون الاختيار من بين المشاريع الجديدة للعمل عليها إما فرديا أو مع آخرين. كما يمكن للمتطوع المساهمة في مشاريع غيرهم. عند الانتهاء  من التسجيل، يرفع للموقع ليتم بعد ذلك التحقق منه من قبل الأعضاء.
الأعمال المنتهية متوفرة على موقع ليبريفوكس، أين تكون الملفات محفوظة على موقع أرشيف الإنترنت. وبما أن الأعمال المنشورة متاحة للعامة، فبالإمكان إيجادها في أماكن أخرى، كاليوتيوب مثلا.

## النوعية
نظرا لسياسة الموقع التي تسمح بنشر أي تسجيل صوتي ما دام قابلا للفهم ويتقيد بالنص المصدري (الأصلي)، فإن العديد من المستمعين يشتكون من سوء نوعية الأعمال التي تتضمن تشويشات ولهجات غير أصلية وغيرها من الانتقادات التي لا توجد في الكتب المسموعة المسجلة من طرف المختصين.
كما أن البعض ينتقد الكتب التي يكون فيها كل فصل مقروء من قبل شخص مختلف.

## وصلات خارجية
موقع ليبري فوكس
- الصفحة الرئيسية لليبري فوكس و مسرد الكتب السمعية لليبري فوكس

مقالات
- «كتب سمعية للهواة تشتعل على الويب» - الإذاعة الوطنية العامة
- مجلة ريزن: ثروة ليبري فوكس (مايو 2007)

مرايا ليبري فوكس
- ليبري فوكس على أرشيف الإنترنت (مرآة كاملة مع مراجعات)